# Polyplectropus nahor
Polyplectropus nahor är en nattsländeart som beskrevs av Malicky och Chantaramongkol 1993. Polyplectropus nahor ingår i släktet Polyplectropus och familjen fångstnätnattsländor. Inga underarter finns listade i Catalogue of Life.